# Associação Banda de Música de Moreira da Maia

## Fundação
Uma das mais velhas colectividades do concelho da Maia. A sua fundação, em 1847, está intimamente ligada a uma das famílias mais ilustres da freguesia de Moreira – a família Moreira. Foi por Domingos José Moreira que esta banda iniciou a sua actividade, e teve em seu filho José Domingos Moreira o grande impulsionador até 1880. Foi esta família que ao longo de 135 anos manteve esta banda em actividade ininterrupta e com a qualidade artística que todos reconhecem.

## Momentos Relevantes
Nos anos que medeiam entre 1880-1913 foi regente da Banda um grande musicólogo maiato, Agostinho Teixeira da Silva. São da sua autoria o Hino do Visconde de Barreiros, a Chula da Maia e a Cana Verde da Maia, sendo as duas últimas ainda hoje muito conhecidas.
Já em pleno século XX, mais precisamente em 1914, assume a direcção e a regência outro elemento da família Moreira, neto do fundador e de seu nome António Moreira. Aliás, este homem seria, porventura, aquele que de forma mais indelével ligou o seu nome a esta secular banda. É que António Moreira não é nem mais nem menos, que o famoso Mestre Clara. Ainda hoje a casa Moreira é conhecida pela casa do Mestre Clara e, muito justamente, a autarquia perpetuou a sua memória atribuindo o seu nome à rua que a serve.
Por volta de 1934, António Moreira deixou a regência da banda, sucedendo-lhe outros músicos distintos, como Manuel João Alves, ex-componente da Banda da GNR do Porto e Joaquim José de Oliveira.
Em 1942, surge novo regente: o Professor de música Manuel Moreira da Silva, que durante 28 anos dirigiu a Banda de Moreira, com aprumo e competência.
Em 1971, a regência foi confiada ao 1º Sargento Músico Viriato Carneiro de Araújo. Em 1977 e ao longo de 18 anos, foi regente desta banda Domingos José Dias Moreira, bisneto do fundador.
A este, seguiu-se entre 1996 e 1998 Manuel Augusto Moreira da Silva, componente da Banda Sinfónica da PSP de Lisboa.
Em 1999, assumiu a regência desta banda o jovem maestro José Aureliano Soares da Costa, formado nas fileiras desta banda.
Justo é referir que, praticamente desde a fundação, sempre a banda de música albergou e dinamizou uma escola que foi, indubitavelmente, a principal formadora de músicos durante este século e meio de vida. Hoje, a escola de música da banda de Moreira possui uma organização com mais de três dezenas de alunos nos vários graus de aprendizagem.
Esta banda formada actualmente por 60 elementos, tem abrilhantado muitas festividades no país e estrangeiro, tendo as suas actuações sido do agrado geral.

## Passagem a Associação
Em 1982 a banda de música tornou-se uma entidade associativa, contando actualmente com 500 associados.
Esta secular banda foi agraciada no ano de 2000, pelas mãos do saudoso Prof. Dr. José Vieira de Carvalho, com a Medalha de Ouro de Mérito da Cidade da Maia.
Em Novembro de 2008 a Banda de Moreira da Maia gravou o seu segundo CD intitulado “Homenagem a Mestres Clara”.
Fonte: https://www.facebook.com/pg/bandamoreiramaia/about/?ref=page_internal